# 巴基斯坦建築師及城市規劃師協會
巴基斯坦建築師及城市規劃師協會（英語：Pakistan Council of Architects and Town Planners，簡稱為），是一個成立於1983年的巴基斯坦建築師和城市規劃師的聯邦監管機構。其總部設在卡拉奇。
因為對巴基斯坦的建築和城市規劃專業給予認可和保護的訴求，1983年頒布了巴基斯坦建築師和城市規劃協會條例。

## 權限與職能
該協會擁有十分大的權力。其為履行其職能而獲授權採取或作出所有與建築業和城市規劃業方面相關的直接性或輔助性措施。該協會的職能包括：制定行為標準、維護其成員的利益、協助政府和國家機構解決國家問題以及專業有關的問題、促進專業改革和專業教育、在建築和城市規劃教育方面進行審查和為政府提供建議。

## 協會事蹟

### 學術研討會與人民的生活改善
PCATP亦有曾為學生舉辦過研討會，但即使非學術界亦可參加研討會。有巴基斯坦當地農業工人原本生活在生活水平下，但通過研討會學會瞭如何製作節油和無菸的粘土爐，並通過出售給爐灶獲得體面的生活，而且其繼續向貧窮的婦女和寡婦免費教授這種工藝。

### 不認可部分大學學歷
2016年9月17日，PCATP發布了一份公告，內容是關於提供「建築學學士」和「城市規劃學位」課程的二十多所學校、學院和大學的狀況。
其中的一份列表顯示，由於學生的不公待遇以及校方的管理問題，巴基斯坦的三間高等學府（巴基斯坦國立科技大學、南方可持續發展科學和技術委員會信息技術研究所、國立藝術學院將不再被被PCATP認可。由於PCATP是巴基斯坦建築師的官方認證機構，這就意味著即時學士在完成五年教育後，即使三間學府宣布其學生合格畢業，建築系或城市規劃系的學生也無法獲得執業工作的許可。

### 巴基斯坦紀念碑設計大賽
在建成巴基斯坦紀念碑之前的2005年，PCATP舉辦了一場設計大賽意圖來評選出最符合巴基斯坦的「人民團結」和「國家精神」的紀念碑設計圖。其主題是將巴基斯坦人民的力量、團結和奉獻精神，一同糅合進一個能代表獨立與自由國度的標誌性建築。在總共21份提交文件中，有3份入圍。而最終，阿里夫·馬蘇德的設計案當選。

## 外部連結
- PCATP官網 （页面存档备份，存于）